# Erlanger Baby
Das Erlanger Baby war der Fötus einer hirntoten Schwangeren, die 1992 im Universitätsklinikum Erlangen wochenlang intensivmedizinisch weiterbehandelt wurde, um ihrem ungeborenen Kind das Überleben zu ermöglichen. Trotz aller Bemühungen starb der Fötus.
Der Fall führte zu zahlreichen Diskussionen über die rechtlichen und ethischen Aspekte dieser Vorgehensweise.

## Sachverhalt
Am 5. Oktober 1992 erlitt eine 18-jährige, in der fünfzehnten Woche Schwangere bei einem Autounfall ein Schädel-Hirn-Trauma; die linke Augenhöhle und der Schädelknochen wurden zertrümmert. Im Universitätsklinikum Erlangen wurde am 8. Oktober ihr Hirntod festgestellt. Da die inneren Organe der Frau weiterhin funktionsfähig waren und der Fötus beim Unfall unverletzt geblieben war, setzten die Ärzte die intensivmedizinischen Maßnahmen fort, um das Leben des ungeborenen Kindes zu retten.
In den folgenden Wochen verschlechterte sich der Zustand der hirntoten Schwangeren zunehmend. So musste das verletzte Auge wegen einer Entzündung entfernt werden. Am 16. November schließlich starb das Kind bei einem Spontanabort. Die intensivmedizinischen Maßnahmen wurden noch am selben Tag eingestellt.

## Kontroverse
In der deutschen Öffentlichkeit löste der Fall heftige Diskussionen aus. Im Mittelpunkt stand die Frage nach dem Recht auf ein Sterben in Würde. Die Ärzte hätten den Sterbeprozess der jungen Frau nur unnötig verlängert, obwohl die Chancen, das Überleben des Fötus über Monate zu erhalten, gering gewesen seien. Alice Schwarzer bezeichnete den Fall in der Emma als „Erlanger Menschenversuch“. Dagegen stellte das Amtsgericht Hersbruck, das wegen der Bestellung eines Betreuers angerufen worden war, in seinem Beschluss vom 16. Oktober fest, dass bei einer „vorzunehmenden Güterabwägung zwischen dem postmortalen Persönlichkeitsschutz der toten Frau und dem selbständigen Lebensrecht des ungeborenen Kindes“ das Recht auf Leben vorgehe.
In der Kritik stand darüber hinaus das Verhalten der Ärzte bei ihrer Entscheidungsfindung: Anstatt sich an die Ethikkommission des Klinikums zu wenden, wurde im kleinen Kreis über das weitere Vorgehen entschieden. Auch die Eltern der Hirntoten fühlten sich schlecht informiert und von den Ärzten übergangen, was den Vater am 9. Oktober dazu bewog, sich an die Bild-Zeitung zu wenden.
Wegen der breiten öffentlichen Debatte über den Fall setzte die Gesellschaft für deutsche Sprache den Ausdruck Erlanger Baby auf den zwölften Platz bei der Wahl zum Wort des Jahres 1992.

## Strafrechtliche Aspekte
Der Arzt und Autor Julius Hackethal erstattete gegen die behandelnden Ärzte des Universitätsklinikums Anzeige wegen Körperverletzung, Vergiftung und Misshandlung von Schutzbefohlenen. Ein strafbares Verhalten lag jedoch nicht vor.
Dagegen hätte das Beenden der lebenserhaltenden Maßnahmen strafbar sein können: Auch der Schwangerschaftsabbruch an einer hirntoten Frau ist nach § 218 StGB strafbar. Das sich im Mutterleib entwickelnde Kind ist nach Auffassung des Bundesverfassungsgerichts gemäß Art. 2 Abs. 2 Satz 1 des Grundgesetzes als selbständiges Rechtsgut geschützt. Diese Eigenschaft verliert das ungeborene Kind auch nicht durch den Hirntod der Mutter.
Das Herbeiführen des Körpertodes der Schwangeren hätte daher einen Schwangerschaftsabbruch durch Unterlassen (§ 13 StGB) darstellen können, sofern die Ärzte dadurch gegen ihre Garantenpflicht verstoßen hätten. Entscheidend ist, ob es zumutbar gewesen wäre, die Rettungsversuche fortzuführen. Hierbei ist insbesondere auf die Überlebenschancen des Kindes abzustellen. Hätte eine weitere Behandlung nur den Tod des Fötus hinausgezögert oder hätte für das Baby nach der Geburt wahrscheinlich keine Lebensfähigkeit bestanden, wäre ein Beenden der lebenserhaltenden Maßnahmen nicht strafbar gewesen.
Ob das Abstellen der Geräte nach Feststellung des Hirntods bei einer Schwangeren in rechtlicher Sicht tatsächlich einen Schwangerschaftsabbruch durch Unterlassung darstellt, ist umstritten. Bedenken äußert D. Giesen. Für die Schweiz lehnen Niggli/Riklin dies ab.

## Ähnliche Fälle
15 Jahre später war die Therapie in einem ähnlichen Fall erfolgreich: Im Jahr 2008 gelang es Erlanger Medizinern, die Schwangerschaft einer nach einem Herzinfarkt ins Koma gefallenen 40-Jährigen fortzusetzen. Nach 22 Wochen, in der 35. Schwangerschaftswoche, wurde ein gesunder Junge durch einen Kaiserschnitt entbunden.
Weltweit sind nach Angaben des Universitätsklinikums Erlangen weniger als 30 Fälle einer Schwangerschaft von Patientinnen im Wachkoma oder mit einem Hirntod bekannt (Stand Oktober 2009).
2018 wurde eine seit 14 Jahren im Wachkoma liegende Frau in den USA in Folge einer Vergewaltigung schwanger und gebar im selben Jahr ein Kind.
Im August 2019 brachte eine hirntote Frau in Brünn (Tschechien) ein gesundes Mädchen zur Welt. Die 27-Jährige Mutter hatte in der 16. Schwangerschaftswoche eine Hirnblutung erlitten.